# Chacchibilá (Maní)
Chacchibilá es una localidad del municipio de Maní en el estado de Yucatán, México.

## Toponimia
El nombre (Chacchibilá) proviene del idioma maya.

## Hechos históricos
- En 1990 cambia su nombre de Chacchebilá y Chacchibilá.

## Demografía
Según el censo de 2005 realizado por el INEGI, la población de la localidad era de 0 habitantes.
| 12                          | 11 | 6 | 7 | 6 | 14 | 11 | 0 | 0 | 0 | 0 |
| (Fuente: INEGI [Consultar]) |    |   |   |   |    |    |   |   |   |   |